# Heptaxodontidae
Famille

Les Hutias géants (Heptaxodontidae) sont une famille de rongeurs dont les espèces sont toutes éteintes. Ces animaux sont connus d'après des ossements fossiles. La plus grande espèce, Amblyrhiza inundata, pouvait faire jusqu'à 200 kg et avoir la taille d'un Ours noir.
Cette famille a été décrite pour la première fois en 1917 par le mammalogiste américain Harold Elmer Anthony (1890-1970).

## Liste des sous-familles et genres
Selon Mammal Species of the World (version 3, 2005)  (18 janv. 2013) et ITIS (18 janv. 2013) :
- † sous-famille Clidomyinae  Woods, 1989
  - † genre Clidomys Anthony, 1920
- † sous-famille Heptaxodontinae Anthony, 1917
  - † genre Amblyrhiza Cope, 1868
  - † genre Elasmodontomys Anthony, 1916
  - † genre Quemisia Miller, 1929

Selon Catalogue of Life (18 janv. 2013) :
- † genre Amblyrhiza
- † genre Clidomys
- † genre Elasmodontomys
- † genre Quemisia